# Onagy Zoltán
Onagy Zoltán (Budapest, 1952. december 27. – 2023. december 16.) magyar író, szerkesztő.

## Életpályája
Pedagógusgyerek, gyermekkorát a Nógrád megyei Lókos tanyán töltötte. Levelezőn érettségizett, eredeti szakmája szerint nyomdász, magas- és síknyomó gépmester. 1980-tól húsz éven át vándor-diszpécser a GOV-nál (Gáz és Olajszállító Vállalat), majd a MOL-nál. 2000-2006 között a Terasz.hu irodalmi főszerkesztője, 2007-től 2012-ig az Irodalmi Jelen prózarovatának vezetője, 2013-tól szabadúszó volt.
Írásai jelentek meg többek között Az Irodalom Visszavág, Árgus, Bárka, Életünk, ÉS, Forrás, Helikon, Hitel, Irodalmi Jelen,  Jelenkor, Kalligram, Kortárs, Korunk, Látó, Librarius, Litera, Magyar Napló, Mozgó Világ, Palócföld, Parnasszus, Spanyolnátha, Szépirodalmi Figyelő, Tiszatáj, Új Forrás, Új Írás, Vár ucca tizenhét és zEtna folyóiratokban.
2015 elején indította el egy közösségi portálon szubjektív világirodalmi áttekintését A bőség zavara címmel, amely mára 2500 szócikkesre duzzadt.
1980-tól Esztergomban élt.

## Kötetei

### Próza
- Út Eridanusba (Magvető, 1979)
- Vénusz beteg (Magvető, 1985)
- Vénusz születik (Magvető, 1987)
- Balladák lányai (Eötvös Kiadó, 1989)
- Leevezni a Lókoson (Fekete Sas Kiadó, 1998)
- A méz holdja (EOL – E-kiadó, 2000)
- Szerelmeskönyv (Ister Kiadó, 2001)
- Sötétkapu (Pont Kiadó, 2006)
- Cerinka – egy háborús csecsemőgyilkosság hiteles krónikája (Jelen Könyvek, 2010)
- Zsámboki szerető (Jelen Könyvek, 2011)
- Páros játék A-val (Jelen Könyvek, 2012)
- Forgácsok a gép alól (Parnasszus Könyvek, 2022)
- 21 íróhalál (Dr. Kotász Könyvkiadó, 2022)
- A helyettes harmadik regénye (Dr. Kotász Könyvkiadó, 2023)
- Két választás Magyarországon – Luca széke (Dr. Kotász Könyvkiadó, 2023)